# 4가지쇼
《4가지쇼》는 대한민국 케이블 방송국 Mnet에서 매주 화요일 방송되는 스타 다큐멘터리 프로그램이다. 회당 스타 한 명이 출연하여 스타 본인과 스타 주변인 3명의 인터뷰를 통해 그동안 매체에서 꾸며진 모습이 아닌 스타의 진실된 이면을 파헤친다.

## 연출
- 이예지

## 출연자 이력

### 시즌 1
- 1회 출연자 박재범 (Ep.1)
- 2회 출연자 박재범 (Ep.2)
- 3회 출연자 RM (방탄소년단)
- 4회 출연자 지연 (티아라)
- 5회 출연자 박형식 (제국의 아이들)
- 6회 출연자 정기고
- 7회 출연자 엔 (빅스)
- 8회 출연자 이창민 (2AM)
- 9회 출연자 JB (GOT7)
- 10회 출연자 윤하
- 11회 출연자 정준영
- 12회 출연자 총정리편
- 13회 출연자 초아 (AOA)
- 14회 출연자 김성규 (인피니트)
- 15회 출연자 박명수
- 16회 출연자 스윙스
- 17회 출연자 태민 (샤이니)
- 18회 출연자 지코 (블락비)

### 시즌 2
- 1회 출연자 종현 (샤이니)
- 2회 출연자 도끼
- 3회 출연자 니엘 (틴탑)
- 4회 출연자 장수원
- 5회 출연자 인피니트H
- 6회 출연자 자이언티&크러쉬
- 7회 출연자 엠버 (f(x))
- 8회 출연자 총정리편
- 9회 출연자 빈지노
- 10회 출연자 가인 (브라운 아이드 걸스)
- 11회 출연자 타이거JK
- 12회 출연자 민아 (걸스데이)
- 13회 출연자 민 (미쓰에이)
- 14회 출연자 산이
- 15회 출연자 김희철 (슈퍼주니어)
- 16회 출연자 은정 (티아라)
- 17회 출연자 케이윌
- 18회 출연자 지민 (AOA)
- 19회 출연자 전효성 (시크릿)
- 20회 출연자 산들 (B1A4)
- 21회 출연자 박규리 (카라)
- 22회 출연자 서인영
- 23회 출연자 총정리편